# Serena (počítačová hra)
Serena je freeware adventura z roku 2014. Vytvořili ji vývojáři z několika studií. Mezi nimi i české CBE Software. Dalšími jsou Senscape, Infamous Quests, Digital Media Workshop a Guys from Andromeda.

## Příběh
Hra sleduje monolog muže čekajícího návrat své lásky, Sereny. Přitom s paměťovým kolapsem si připomíná jednotlivá období svého vztahu a to jak se vztah vyvíjel.

## Přijetí
V recenzi od Battleforce hra dostala průměrné hodnocení. Chválena byla pro svou zápletku a hudební doprovod. Taktéž recenzent ocenil to, že je hra zdarma. Na druhou stranu však kritizoval délku, absenci hratelnosti, kvalitu monologů a dabingu.
Hra byla také recenzována v německém 4Players. Zde obdržela negatiní hodnocení.